# إيريك والتر إلست
إيريك والتر إلست (مواليد 1936) هو عالم فلك بلجيكي بالمرصد الملكي البلجيكي في أوكل، ومكتشف نشط للكويكبات. يصنفه مركز الكواكب الصغيرة كواحد من أكثر 10 مكتشفين للكواكب الصغيرة بآلاف الاكتشافات التي قام بها في مرصد لاسيلا التابع للمرصد الأوروبي الجنوبي في شمال تشيلي ومرصد روزهين في بلغاريا بين عامي 1986 و 2009.
الكوكب الصغير 3936 إلست سمي بإسمه تكريما له. وهو كويكب حجري من عائلة كويكبات فيستا بالمناطق الداخلية بحزام الكويكبات، ويبلغ قطره تقريبا ستة كيلومترات.

## الاكتشافات
ينسب مركز الكواكب الصغيرة الفضل إلى إيريك إلست في اكتشاف 3866 كوكب صغير بين عامي 1986 و 2009.
من أشهر اكتشافاته 4486 ميثرا وهو أحد كويكبات أبولو القريبة من الأرض وأكثر من 25 طروادة مشترية.

## روابط خارجية
- صفحة إيريك إلست